# Покровский монастырь (Киев)
Покро́вский монасты́рь в Киеве — православный женский монастырь Киевской епархии Украинской православной церкви. Варианты наименования — Киево-Покровский монастырь, монастырь Покрова Божией Матери. Первоначальное наименование — Киевский Покровский женский общежительный монастырь. Расположен по адресу: Киев, Бехтеревский переулок, 15.
Основан 11 января 1889 года великой княгиней Александрой Петровной (в девичестве Александра-Фредерика-Вильгельмина Ольденбургская, в иночестве — Анастасия), ставшей впоследствии игуменьей. 
Здесь была заложена домовая церковь, где, по свидетельству великой княгини, после молитвы перед образом — списком  Почаевской иконы Божией Матери она  получила исцеление парализованных ног и приняла тайный постриг с именем Анастасии.
Синодом Украинской Православной Церкви Московского патриархата 24 ноября 2009 года прославлена в лике местночтимых святых как преподобная Анастасия Киевская.

## История
В 1881 году великая княгиня Александра Петровна, изгнанная и оклеветанная своим мужем Великим князем Николаем Николаевичем Старшим, покинула Петербург и поселилась в Киеве, где приступила к осуществлению своей идеи создания монашеской общины. Община задумывалась ей не только как женский монастырь, но и как лечебное учреждение для бедных, в котором роль младшего медицинского персонала выполняли бы монахини и послушницы монастыря. Великой княгине удалось реализовать задуманное, пожертвовав новому монастырю все свои средства (часть средств пожертвовала также её семья). В течение примерно 20 лет (1889—1911) на территории монастыря было построено около 30 зданий — церкви, церковно-приходская школа с общежитием, корпуса для сестёр, золотошвейные и иконописные мастерские, гостиница. В том числе были построены и лечебные учреждения — бесплатная больница с терапевтическим и хирургическим отделениями, приют для слепых и немощных, амбулатория, аптека с бесплатным отпуском лекарств. Главным врачом монастырской больницы был назначен Николай Викторович Соломка, который стал основным помощником великой княгини Александры Петровны, активно оснащая больницы монастыря современным оборудованием, достаточно сказать что первый рентгеновский аппарат в Киеве (и в России) появился именно в монастырской больнице. За первое десятилетие работы (1893—1903 годы) больницей воспользовалось 5020 больных, бесплатно выдано более пяти миллионов лекарств, в хирургическом отделении сделано 2298 операций. Зачастую великая княгиня сама ассистировала хирургам при операциях. В конце XIX века на средства царской семьи были построены новые корпуса терапевтической больницы и поликлиники, после чего количество принимаемых больных выросло до 500 человек в день. Великая княгиня Александра Петровна скончалась в монастыре 13 апреля 1900 года, но осуществление её планов продолжилось и после её смерти.
Проектированием и строительством монастыря занимался Владимир Николаевич Николаев (1847—1911), епархиальный архитектор Киева (позже архитектор Киево-Печерской лавры). Покровская церковь и величественный Никольский собор, эскизный проект которого был составлен сыном великой княгини Петром Николаевичем, были построены Николаевым в русском стиле.
Закладка Никольского собора состоялась 21 августа 1896 года. Первый камень в основание собора заложил император Николай II, второй — императрица Александра Фёдоровна, третий — великая княгиня Александра Петровна. Собор построен на средства, выделенные киевским благотворителем Николой Артемиевичем Терещенко. Строительство собора продолжалось 15 лет. 9 мая 1911 года епископ Чигиринский Павел (Преображенский) освятил главный его престол. В настоящее время Никольский собор имеет два этажа и шесть престолов.
В 1925 году монастырь был закрыт; вновь открыт после занятия Киева германскими войсками, осенью 1941 года — по ходатайству монахини Епистимии (Самойленко) и при содействии проживавшего тогда в Киеве архиепископа Антония (Абашидзе). В монастыре устроил временную резиденцию прибывший в Киев 18 декабря 1941 года на правах епархиального архиерея епископ Львовский Пантелеимон (Рудык). В 1943 году, при приближении фронта к Киеву, сёстры монастыря отказались от эвакуации и 40 дней провели на осадном положении в нижнем храме Никольского собора.
В 1943—1945 году с благословения игуменьи Архелаи на территории монастыря работал госпиталь, в 1945—1948 — лазарет. Комитет по ремонту сильно пострадавшего Никольского собора монастыря возглавила родная сестра Патриарха Алексия (Симанского) монахиня Евфросиния (Погожева); внутренний ремонт собора был завершён к маю 1949 года, когда был освящён главный престол в честь Николая Чудотворца. Однако снаружи он оставался обезглавленным, каким стал при закрытии монастыря: снесённые в 1920-х годах купола собора коммунистические власти восстановить не позволили. Свой первоначальный вид собор обрёл только в 2006—2010 году.
В 1981 году Никольский собор пострадал от пожара, случившегося от удара молнии в крышу собора. Огонь не проник внутрь храма, но при его тушении вода сильно повредила настенную штукатурку. Во время ремонта стены и своды храм впервые были расписаны.
В 1990-х годах, по чертежам, хранящимся в городском архиве, деревянный Покровский храм был перестроен в камне и расписан внутри, восстановлены его купола. Освящение храма состоялось в мае 1999 года.

## Галерея
- Покровская церковь
- Территория монастыря
- Николаевский собор
- Иконостас Николаевского собора
- Бронзовые двери в собор